# اعتلال دماغي إسفنجي قابل للانتقال
اعتلالات الدماغ الإسفنجية المعدية (Transmissible spongiform encephalopathies) (TSEs)، والمعروفة أيضًا باسم الأمراض البريونية، هي مجموعة من الحالات المتقدمة (اعتلالات دماغية) تؤثر على الدماغ والجهاز العصبي للعديد من الحيوانات، بما في ذلك الإنسان بسبب تطابق الحمض النووي الريبوزي منقوص الأكسجين (DNA). ووفقًا للفرضية الأوسع انتشارًا، فإن هذه الأمراض تنتقل عبر البريونات، إلا أن بعض البيانات الأخرى تشير إلى تدخل عدوى بكتيريا سبيروبلازما (Spiroplasma). وتتدهور القدرات العقلية والجسدية وتظهر أعداد كبيرة من الثقوب الصغيرة في القشرة المخية مما يجعلها تبدو مثل الإسفنجة (ومن هنا جاءت تسمية "الإسفنجي") عند فحص نسيج المخ الذي يتم الحصول عليه أثناء تشريح الجثة تحت المجهر. وتتسبب الاضطرابات في إضعاف وظائف المخ، ويتضمن ذلك حدوث تغيرات في الذاكرة وتغيرات في الشخصية ومشكلات في الحركة تسوء بمرور الوقت. ومن بين الأمراض البريونية التي تصيب البشر داء كروتزفلد-جاكوب التقليدي والنوع الجديد من داء كروتزفلد-جاكوب (nvCJD، وهو اضطراب يصيب البشر ويرتبط بمرض جنون البقر) وداء غيرستمان-ستراوس والأرق الوراثي المميت كورو. وتشكل هذه الحالات نطاقًا من الأمراض التي تتداخل علاماتها وأعراضها.
وبخلاف الأنواع الأخرى من الأمراض المعدية التي تنتشر عن طريق الميكروبات، العامل المعدي في اعتلالات الدماغ الإسفنجية المعدية هو بروتين محدد يطلق عليه بروتين بريون. وتنقل بروتينات البريون المشوهة المرض بين الأفراد وتتسبب في تدهور حالة الدماغ. وتعد اعتلالات الدماغ الإسفنجية المعدية أمراضًا فريدة حيث إن علم أسباب الأمراض (طب) قد تكون وراثية أو متفرقة أو معدية عبر تناول طعام ملوث وعبر الوسائل علاجية المنشأ (على سبيل المثال، نقل الدم). ومعظم اعتلالات الدماغ الإسفنجية المعدية فُرادية وتصيب الحيوان الذي لم يحدث لديه طفرة في بروتين البريون. وتصيب اعتلالات الدماغ الإسفنجية المعدية الموروثة الحيوانات التي تحمل أليل[ ؟ ] بريون متحولاً نادرًا، والذي يعبر عن بروتينات البريون التي تلتوي من تلقاء نفسها لتتخذ تركيب البروتين المسببة للمرض. وينتقل المرض عند استخدام الحيوانات السليمة لأنسجة ملوثة من الحيوانات الأخرى الحاملة للمرض. ومؤخرًا، انتشر نوع من اعتلالات الدماغ الإسفنجية المعدية يطلق عليه مرض جنون البقر (BSE) بشكل وبائي بين البقر. وقد حدث ذلك نظرًا لأنه كان يتم إطعام البقر البقايا المعالجة من الأبقار الأخرى، وهذه الممارسة أصبحت محظورة الآن في العديد من البلدان. وكان من الممكن أن يبدأ الوباء بإصابة بقرة واحدة فقط بالمرض الفرادي.
ولا تنتقل البريونات عن طريق الهواء أو اللمس أو معظم أشكال التلامس العابر الأخرى. إلا أنها قد تنتقل عبر ملامسة النسيج المصاب أو سوائل الجسم أو الأدوات الطبية الملوثة. كما أن إجراءات التعقيم العادية مثل الغليان أو استخدام المواد المشعة لا تجعل البريونات غير معدية.

## التاريخ
وصف أبقراط في القرن الخامس قبل الميلاد مرضًا يشبه اعتلال الدماغ إسفنجي الشكل المُعدي لدى الأبقار والأغنام، واعتقد أنه يصيب البشر أيضًا. سجل فيجيتيوس ظهور حالات ذات خصائص مشابهة في القرنين الرابع والخامس للميلاد. في عام 1755، نوقش ظهور تفشٍ لداء الراعوش (قعاص الغنم) في مجلس العموم البريطاني وربما كان المرض موجودًا في بريطانيا قبل ذلك بزمن ما. أشارت بعض الادعاءات غير المدعومة في 1759 إلى الطبيعة المُعدية للمرض، ظُن عمومًا أن التوالد الداخلي يسبب الإصابة، وبدت الإجراءات المضادة ناجعة. فشلت التجارب في بدايات القرن العشرين في إثبات انتقال الراعوش بين الحيوانات، إلى أن اتُخذت تدابير استثنائية كحقن الأنسجة العصبية المصابة داخل العين. لم يُشتبه في ذلك الحين بوجود صلة مباشرة بين الراعوش والإصابة البشرية ولم يُعثر بالفعل على ما يدعم ذلك. أول من وصف اعتلال الدماغ إسفنجي الشكل المُعدي عند البشر هو ألفونس ماريا جاكوب في عام 1921. اكتشف دانييل كارلتون غايدوشك أن داء كورو ينتقل عبر أكل لحوم الحيوانات المصابة وترافَقَ اكتشافه بإيجاد آفات شبيهة جدًا بالراعوش في أدمغة ضحايا كورو ما اقترح بشدة الأساس المعدي. كان لابد من نقلة نوعية للتفكير بكائن معد غير نووي بعد رجحان صحة النتائج التي تشرح انتقال اعتلال الدماغ الإسفنجي عبر بروتين بريوني. لم يوصف اعتلال الدماغ الإسفنجي عند الأبقار بشكل صحيح حتى عام 1988. أدى التزايد المقلق لظهور داء جنون البقر في قطيع الأبقار البريطاني إلى الخوف من انتقاله إلى البشر، وعزز الاعتقاد بطبيعته المعدية. تأكد الأمر بعد تحديد مرض شبيه بداء كورو، سُمي داء كروتزفيلد جاكوب الجديد، عند البشر المعرضين للأبقار المصابة. رغم غلبة الاعتقاد أن البريون يسبب العدوى في اعتلال الدماغ إسفنجي الشكل، إذ يفسر أهمية أكل لحوم الحيوانات المصابة في العدوى، يستمر البحث عن عامل فيروسي في بعض المختبرات.

## الخصائص
يتميز التلف النسيجي التنكسي الناتج عن أمراض البريون البشرية (كروتزفيلد جاكوب وداء كورو وداء غيرستمان ستراوس) بميزات أربع: التغيرات الإسفنجية، وفقدان الخلايا العصبية، وكثرة الخلايا النجمية، وتكوّن اللويحات النشوانية. تماثل هذه الخصائص ما يحدث في الإصابة الحيوانية، دفع التعرف على هذه التشابهات المحاولات الأولى لنقل مرض البريون البشري (كورو) إلى الرئيسيات في عام 1966، ثم محاولة نقل كروتفيلد جاكوب في عام 1968، ثم محاولة نقل داء غيرستمان ستراوس في عام 1981. شكلت هذه السمات المرضية العصبية أساس التشخيص النسيجي لأمراض البريون البشري لسنوات، مع أن التغيرات المرضية متباينة كثيرًا بين حالة وأخرى وحتى ضمن الجهاز العصبي المركزي في الحالة المنفردة.
تتنوع العلامات السريرية عند البشر، وتشمل عادةً تغيرات في الشخصية واضطرابات نفسية  كالاكتئاب وغياب التنسيق الحركي و/أو مشية غير متوازنة (رنح). يعاني المرضى أيضًا من حركات الاهتزاز اللاإرادية المُسماة الرمع العضلي، أو الأحاسيس غير المعتادة، أو الأرق، أو التشوش، أو مشاكل الذاكرة. يعاني المرضى في المراحل المتأخرة من تراجع عقلي شديد (خرف) ويفقدون القدرة على الحركة أو الكلام.

## وصلات خارجية
- اعتلال دماغي إسفنجي قابل للانتقال على مشروع الدليل المفتوح